# Virgil (Nowy Jork)
Virgil – miasto w Stanach Zjednoczonych, w stanie Nowy Jork, w hrabstwie Cortland.